# Merica
Merica is een geslacht van weekdieren uit de klasse van de Gastropoda (slakken).

## Soorten
- Merica aqualica (Petit & Harasewych, 1986)
  - = Merica (Merica) aqualica (Petit & Harasewych, 1986)
- Merica asperella (Lamarck, 1822)
- Merica boucheti (Petit & Harasewych, 1986)
  - = Merica (Sydaphera) boucheti (Petit & Harasewychr, 1986)
- Merica deynzeri Petit & Harasewych, 2000
- Merica ektyphos Petit & Harasewych, 2000
  - = Merica (Merica) ektyphos Petit & Harasewych, 2000
- Merica elegans (G. B. Sowerby I, 1822)
- Merica gigantea (Lee & Lan, 2002)
  - = Merica (Sydaphera) gigantea (Lee & Lanr, 2002)
- Merica laticosta (Löbbecke, 1881)
- Merica lussii Petit & Harasewych, 2000
- Merica marisca Bouchet & Petit, 2002
- Merica melanostoma (G. B. Sowerby II, 1849)
- Merica oblonga (G. B. Sowerby I, 1825)
- Merica purpuriformis (Kiener, 1841)
  - = Merica (Merica) purpuriformis (Kiener, 1841)
- Merica sinensis (Reeve, 1856)
- Merica stuardoi (McLean & Andrade, 1982)
  - = Merica (Sydaphera) stuardoi (McLean & Andrader, 1982)